# Wētā FX
Wētā FX (колишня назва — Weta Digital) — компанія з розробки цифрових візуальних ефектів для кіно та телебачення, що базується в Веллінгтоні, Нова Зеландія. Була заснована Пітером Джексоном, Річардом Тейлором та Джеймі Селкірком у 1993 році для створення цифрових спецефектів у фільмі «Небесні створіння». У 2007 році старший керівник з візуальних ефектів компанії, Джо Леттері, був також призначений її керівником. Wētā FX виграла 16 премій Оскар: 6 за найкращі візуальні ефекти та 10 за науково-технічні досягнення, а також 6 премій BAFTA за кращі візуальні ефекти.

Старий логотип компанії

Пітер Джексон є співвласником цілого ряду компаній в Веллінгтоні. Крім Wētā FX серед них є Weta Workshop, Weta Productions, Weta Collectibles та Park Road Post Production.
Компанія названа в честь новозеландської комахи — віта, яка є однією з найбільших у світі комах.

## Досягнення
Станом на 2017 рік Wētā FX виграла шість премій Оскар за найкращі візуальні ефекти: «Володар перснів: Хранителі Персня» (2001), «Володар перснів: Дві вежі» (2002), «Володар перснів: Повернення короля» (2003), «Кінг-Конг» (2005), «Аватар» (2009) та «Книга джунглів» (2016).
Wētā FX створила ряд користувальницьких внутрішніх пропрієтарних програм, що дало їм можливість домогтися новаторських візуальних ефектів. Масштаб битв, необхідних для трилогії «Володар перснів» привів до створення програми «MASSIVE», яка дозволила анімувати величезну кількість агентів — незалежних символів діючих на основі заданих правил. У «Кінг-Конг» для створення Нью-Йорка 1933 року створили CityBot, завдяки якій вдалося «побудувати» місто на кадровій основі.
Хутро Кінг Конга також вимагало розробки нових моделей і програмного забезпечення. Був створений набір інструментів, що генерує комбіновані процесуальні та інтерактивні методи, що дозволило сконструювати деформатори для побудови ефекту вітру для 460 мільярдів окремих волосків хутра та рішення взаємодії з іншими поверхнями. Були написані нові шейдери, які створювали розсіювання світла від кожного волоска, що додало хутрові об'єм. Великі шматки хутра були вирвані і заповнені шрамами, кров'ю і брудом. Кожен кадр з хутром займав 2 гігабайти даних.
Останнім часом Weta провела зміни в «MASSIVE», щоб дати життя флорі і фауні на Пандорі для «Аватара» Джеймса Кемерона, в якому компанія зробила більшість візуальних ефектів з чотириразовим володарем премії «Оскар» найкращі візуальні ефекти — гуру Джо Леттері.
Компанія поліпшила технології захоплення руху так, що стало можливим покинути студію і знімати на місцевості. Це використовувалося при створенні фільму «Повстання планети мавп» (2011) та в його продовженях «Світанок планети мавп» (2014) і «Війна за планету мавп» (2017).

## Фільмографія
- Небесні створіння (1994)
- Страшили (1996)
- Володар перснів: Хранителі Персня (2001)
- Володар перснів: Дві вежі (2002)
- Володар перснів: Повернення короля (2003)
- Я, робот (2004)
- Кінг-Конг (2005)
- Люди Ікс: Остання битва (2006)
- Ерагон (2006)
- Міст у Терабітію (2007)
- Фантастична Четвірка 2: Вторгнення Срібного серфера (2007)
- Водяний кінь: легенда глибин (2007)
- День, коли Земля зупинилась (2008)
- Милі кості (2009)
- Аватар (2009)
- Дев'ятий округ (2009)
- Команда А (2010)
- Лицар дня (2010)
- Мандри Гулівера (2010)
- Пригоди Тінтіна: Таємниця «Єдинорога» (2011)
- Люди Ікс: Перший клас (2011)
- Повстання планети мавп (2011)
- Месники (2012)
- Прометей (2012)
- Президент Лінкольн: Мисливець на вампірів (2012)
- Хоббіт: Несподівана подорож (2012)
- Залізна людина 3 (2013)
- Людина зі сталі (2013)
- Росомаха (2013)
- Голодні ігри: У вогні (2013)
- Хоббіт: Пустка Смога (2013)
- Світанок планети мавп (2014)
- Хоббіт: Битва п'яти воїнств (2014)
- Форсаж 7 (2015)
- Фантастична четвірка (2015)
- Той, що біжить лабіринтом: Випробування вогнем (2015)
- Голодні ігри: Переспівниця. Частина ІІ (2015)
- Крампус: викрадач Різдва (2015)
- Елвін і бурундуки: Бурундомандри (2015)
- Дедпул (2016)
- Бетмен проти Супермена: На зорі справедливості (2016)
- Полювання на дикунів (2016)
- Книга джунглів (2016)
- День незалежності: Відродження (2016)
- Великий дружній велетень (2016)
- Дракон Піта (2016)
- Спектральний аналіз (2017)
- Вартові галактики 2 (2017)
- Ліга Справедливості (2017)
- Війна за планету мавп (2017)
- Валеріан та місто тисячі планет (2017)
- Той, що біжить лабіринтом: Ліки від смерті (2018)
- Ремпейдж (2018)
- Месники: Війна нескінченності (2018)
- Аліта: Бойовий янгол (2018)
- Смертні машини (2018)